# Semniomima polystrigalis
Semniomima polystrigalis is een vlinder uit de familie van de grasmotten (Crambidae). De wetenschappelijke naam van deze soort is voor het eerst voorgesteld als Noctuelia polystrigalis door George Francis Hampson in een publicatie uit 1899.
De soort komt voor in Peru.